# Orrdalsklint
Orrdalsklint est, avec une altitude de 129 mètres, la plus haute montagne de la province finlandaise d'Åland. Elle se trouve au nord de l'île de Fasta Åland, sur le territoire de la commune de Saltvik. En raison de l'élévation des terres, elle gagne environ un centimètre de hauteur chaque année, comme l'ensemble des îles Åland.